# Jānis Poruks
Jānis Poruks (13. října 1871 Prēdeļi, Ruská říše – 25. července 1911 Tartu, Ruská říše), byl lotyšský spisovatel, básník a dramatik, lze jej považovat za zakladatele romantické větve lotyšské literatury.

## Život
Jānis Poruks se narodil v rolnické rodině Jēkabse Porukse (1846) a Lizy rozené Krastiņové (1847–1934), ve farnosti Druviena, v Ruské říši (nyní Lotyšsko). Jeho sourozenci byli: Kārlis (1874), Anna (1876) Jūlijs (1878), Emīlija (1880) a Jēkabs (1883). S manželkou Ernestīne rozenou Pētersonovou (1875–1956) měl dceru Karmenu Valavanidesovou (1903–1954).
Své vzdělání začal v místní farní škole Druviena. Později studoval také ve farní škole Liezēre a v městské škole v Cēsis. Chtěl se věnovat hudbě a tak r. 1893 odešel do Německa, kde začal studovat na konzervatoři v Drážďanech. Ukázalo se, že mu scházel hudební sluch, a proto se oddal literatuře. V Drážďanech vydal svou první knihu, sbírku esejů v německém jazyce Religion der Zukunft. Poruks se vrátil domů v roce 1894, když mu došly peníze. Začal studovat chemii na polytechnickém institutu v Rize, ale později se přesunul do obchodu. Začal také pracovat v novinách Mājas Viesis. V tomto období napsal většinu svých nejslavnějších děl a často je podepisoval pseudonymy.
Po roce 1905 se začalo zhoršovat jeho duševní zdraví, byl léčen v psychiatrických léčebnách v Rize, Strenči a Tartu. Od roku 1909 do roku 1910 žil ve spisovatelském domě Burtnieku nams v Rize. Zemřel 25. července 1911 v léčebně v Tartu (nyní Estonsko). Byl pohřben na hřbitově Cēsis, v roce 1924 byly jeho ostatky pohřbeny na lesním hřbitově v Rize.
První Poruksova publikace byla povídka Purvaiņos, která vyšla v novinách Dienas Lapa v roce 1888. Napsal 13 příběhů, jeden román, jednu sbírku poezie a jednu hru. Ve svých prozaických dílech používal prvky romantismu, realismu a symbolismu, někdy i vše v jednom díle. Jeho poezie byla velmi intimní a romantická. Lotyšský skladatel Emīls Dārziņš složil hudbu k několika jeho básním.

## Dílo
- Purvaiņos – 1888
- Religion der Zukunft – Dresden
- Belaja odežda: razskazy – Moskva: Poĺza, 1913?
- Realistiski stāsti – Rīga: Latvijas Valsts izdevniecība, 1953
- Zabavnyj denek: rasskazy – Moskva: Chudožestvena literatura, 1978
- Kāpēc Sinepīts nodeva savu balsi Šekspīram: komiskā proza – Rīga: Liesma, 1985
- Mājās un ceļā – Rīga: Liesma, 1989
- Ir daudz pie debesīm zvaigžņu-- – Rīga: Rīgas Paraugtipogrāfija, 1997
- Zelta naglas: dzejas izlase 1890–1909 – Rīga: Nordik, 2006

### V češtině
- Bílý květ – přeložil O. S. Vetti; in: 1000 nejkrásnějších novel... č. 15. Praha: J. R. Vilímek, 1911
- Dvě lotyšské povídky: ze školského života před válkou [Bitva u Knipsky; Obnovitelé Říma] – př. Hanuš Entner. Praha: Československo-lotyšská společnost, 1937

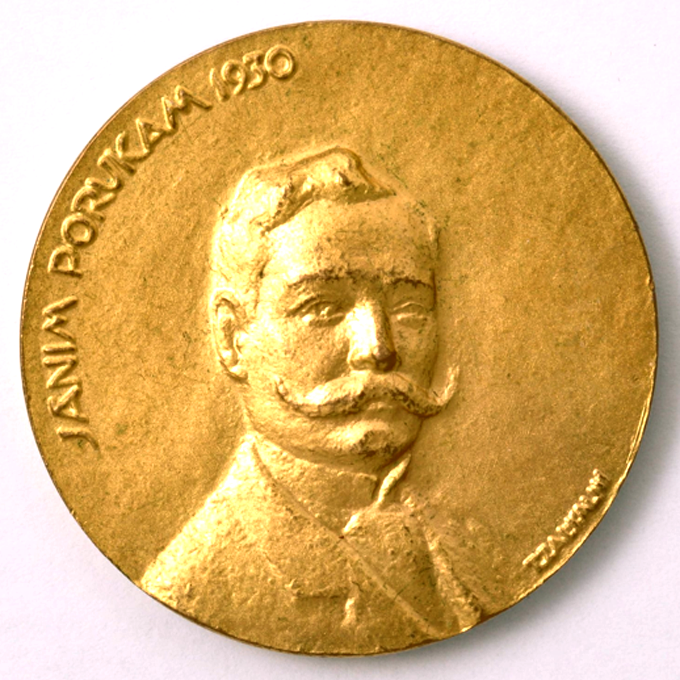

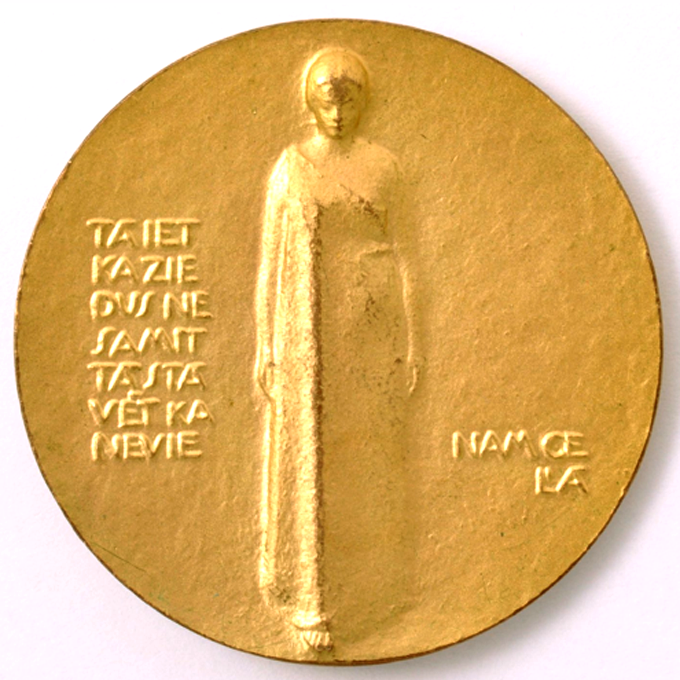